# Isekai Quartet
Isekai Quartet (яп. 異世界かるてっと Исэкай Карутэтто) — аниме-сериал режиссёра Минору Асины, снятый им на студии Studio Puyukai и транслировавшийся на различных телеканалах Японии с 9 апреля 2019 года. Второй сезон выходил в эфир с января по март 2020 года, включая дополнительных персонажей из The Rising of the Shield Hero and Cautionious Hero и The Hero is Overpowered but Overly Cautious. Аниме-фильм, действие которого происходит после второго сезона, под названием Isekai Quartet: The Movie – Another World, был выпущен в июне 2022 года. Был анонсирован третий сезон, включающий The Eminence in Shadow. Мультфильм является кроссовером четырёх ранобэ жанра исэкай, выпускающихся издательством Kadokawa Shoten — «Re:Zero. Жизнь с нуля в альтернативном мире», The Saga of Tanya the Evil, Overlord и KonoSuba. Персонажи оригинальных произведений представлены в тиби-стилистике.
Впервые о предстоящем выпуске работы было объявлено 6 октября 2018 года, а также сообщалось, что дизайн персонажей и руководство мультипликацией доверены Мирору Такэхаре. Музыкальное сопровождение картины было написано композитором Рукой Кавадой. Озвучивание персонажей выполнено сэйю аниме-адаптаций оригинальных произведений. Открывающая композиция «Isekai Quartet» была исполнена Сатоси Хино (Айнз Оал Гоун), Юсукэ Кобаяси (Субару Нацуки), Аой Юки (Таня фон Дегручав) и Дзюном Фукусимой (Кадзума Сато), закрывающая «Isekai Girls Talk» — Сора Амамия (Аква), Риэ Такахаси (Эмилия), Юми Харой (Альбедо) и Аой Юки.

## Сюжет
В четырёх вселенных одновременно появляется таинственная кнопка. Нажав её, герои «Re:Zero. Жизнь с нуля в альтернативном мире», The Saga of Tanya the Evil, Overlord и KonoSuba переносятся в иную вселенную и попадают в место, напоминающее двор японской школы. После появления всех персонажей направляют в классную комнату, где они должны понять, кто все эти странные люди, и оценить, можно ли относиться к ним как друзьям или же врагам. Кроссовер задействует всех центральных персонажей каждого из оригинальных произведений.

## Критика
Обозреватели интернет-портала Anime News Network дали различные оценки сериалу Isekai Quartet. По мнению Джеймса Беккета, увидев это аниме, он наконец смог понять чувства людей, посмотревших фильм «Мстители: Война бесконечности», но не знакомых с предыдущими двадцатью фильмами этой франшизы. Беккет отметил, что сам сериал предназначен лишь для поклонников всех четырёх оригинальных произведений, и в случае незнания некоторых из них «75% работы покажутся бредом», который состоит из «едва уловимых контекстных шуток». Коллега Беккета Линзи Ловеридж, напротив, посчитала, что для ознакомления с Isekai Quartet будут достаточными и поверхностные знания о франшизах, а визуальная часть работы довольно приятна для короткометражного формата.
Терон Мартин из того же издания выставил сериалу наивысший балл и назвал его «вероятно, самым амбициозным аниме-кроссовером за всю историю», поскольку он включал персонажей четырёх самых популярных на момент выпуска исэкай-франшиз. Критик посчитал, что режиссёру Минору Асине удалось показать квинтэссенцию жанра, создав исэкай на основе исэкая — т.е. перенести персонажей, изначально перенесённых в какой-то мир, в ещё одну некую альтернативную реальность. По мнению Мартина, «эта дурацкая идея может быть очень успешной», поскольку сама концепция «загружена большим потенциалом ко всевозможным забавным взаимодействиям» героев.